# Лозове (Покровський район)
Лозове́ — селище Очеретинської селищної громади Покровського району Донецької області, в Україні. Населення становить 366 осіб.

## Загальні відомості
Відстань до райцентру становить близько 27 км і проходить автошляхом місцевого значення.
Землі селища розташовані між територією Куйбишевського, Кіровського району Донецька та смт Старомихайлівка Мар'їнського району Донецької області.

## Населення
За даними перепису 2001 року населення селища становило 366 осіб, із них 62,84 % зазначили рідною мову українську, 35,52 %— російську, 0,82 %— болгарську та 0,27 %— вірменську мову.